# Lazy Sunday
Lazy Sunday è un brano musicale del gruppo rock britannico Small Faces. Composto da Steve Marriott e Ronnie Lane nel 1967, venne pubblicato assieme a Rollin' Over su 45 giri il 5 aprile 1968 in Gran Bretagna, e successivamente la canzone venne inclusa nell'album Ogdens' Nut Gone Flake pubblicato nello stesso anno. Il singolo raggiunse la seconda posizione in classifica nella Official Singles Chart.

## Il brano
Lazy Sunday, un'ode alla pigrizia e all'ozio di stampo squisitamente britannico, è caratterizzata da sonorità da vecchio music-hall inglese. La canzone si ispira ai continui "dissidi" tra Marriott e i suoi vicini di casa ed è cantata con forte accento cockney. Marriott decise di ricorrere ad un volutamente esagerato accento proletario in parte per rispondere ad una discussione che aveva avuto con alcuni membri degli Hollies, che lo avevano criticato in quanto non cantava mai con il suo vero accento.
Scelta dalla casa discografica come singolo apripista estratto dall'album in uscita, Marriot ricordò a tal proposito le perplessità dei membri del gruppo circa questa scelta: «Non volevamo che uscisse come singolo anche se sapevamo che sarebbe stata un successo. Non ci piaceva che una canzone così caricaturale ed orecchiabile potesse diventare il nostro marchio di fabbrica».
John Lydon citò gli Small Faces tra le poche influenze che ebbe come cantante dei Sex Pistols, e conferma di questa affermazione è riscontrabile nel cantato di Marriott in questa canzone.
La melodia di sottofondo cita Colonel Bogey March di Kenneth J. Alford e (I Can't Get No) Satisfaction dei Rolling Stones suonate con il kazoo. Al termine del brano la traccia si dissolve in un cinguettio di uccellini e di suoni di campane.

## Tracce singolo
Immediate – IM 064
1. Lazy Sunday - 2:55
2. Rollin' Over (Part II of Happiness Stan) - 2:08

## Video
Per la promozione del singolo, venne girato un video a basso budget presso la casa dei genitori di Kenney Jones su Havering Street a Stepney, Londra, con la partecipazione di una vicina di casa che cerca di strangolare Marriott.

## Cover
- Toy Dolls nel 1995 sull'album Orcastrated.[7]
- The Libertines nel 2003 come parte della colonna sonora del film Blackball.
- I Kaiser Chiefs eseguirono Lazy Sunday alla radio francese nel 2008.[8]
- Jack Wild nel suo album di debutto The Jack Wild Album.